# Ducado da Cornualha
O Ducado da Cornualha (em córnico:  Duketh Kernow) é um dos dois ducados reais da Inglaterra, sendo o outro o Ducado de Lancaster. O filho mais velho do monarca britânico reinante obtém a posse do ducado e o título de Duque da Cornualha ao nascer ou quando seu pai sucede ao trono, mas não pode vender ativos para benefício pessoal e tem direitos e renda limitados enquanto menor.
O atual duque é William, Príncipe de Gales. Quando o monarca não tem filhos homens, os direitos e responsabilidades do ducado revertem para a Coroa.
O Conselho do Ducado, chamado Conselho do Príncipe, reúne-se duas vezes por ano e é presidido pelo duque. O Conselho do Príncipe é um órgão não executivo que fornece aconselhamento ao duque no que diz respeito à gestão do ducado. O ducado também exerce certos direitos e privilégios legais em Cornualha e nas Ilhas de Scilly, incluindo alguns que em outras partes da Inglaterra pertencem à Coroa. O duque nomeia vários funcionários no condado e atua como autoridade portuária do porto principal das Ilhas de Scilly.
O governo considera o ducado um órgão da coroa e, portanto, isento do pagamento de imposto de renda. O status de isenção fiscal do ducado foi contestado. De 1993 até sua ascensão ao trono em 2022, o príncipe Charles, o duque da Cornualha, pagou imposto de renda voluntariamente sobre o excedente do ducado da Cornualha, após as despesas oficiais terem sido deduzidas na taxa mais alta. A prática é continuada por seu filho mais velho e atual duque, o príncipe William.